# 阿明·哈迪鮑爾
阿明·哈迪鮑爾·薩赫拉尼（波斯語：‎，1994年8月12日—）是伊朗跆拳道運動員。他曾經獲得2017年世界跆拳道錦標賽男子54公斤級銀牌及2019年世界跆拳道錦標賽男子54公斤級銅牌。

## 外部連結
- TaekwondoData.com